# Карюкай

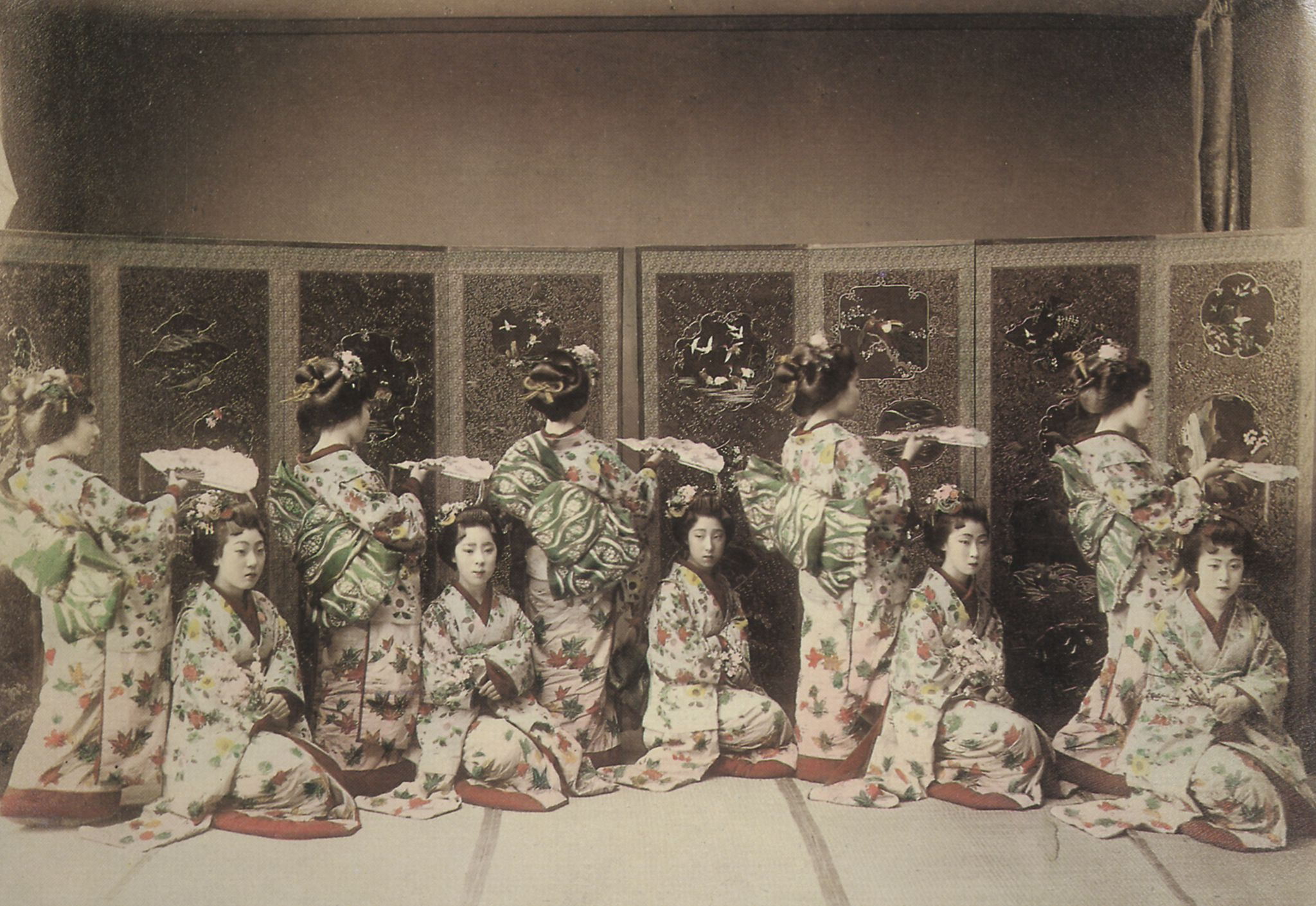
Уроки танців для учениць гейш

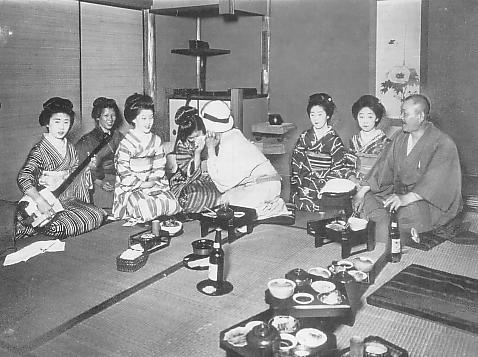
О-Дзасікі

Карюкай (яп. 花柳界 — світ квітів і верб) — збірна назва японської культури розваг, пов'язаної з гейшами та повіями, а також з місцями їх роботи. 

## Історія
Оформлення культури специфічних розваг почалося наприкінці VI століття. Дівчата із збіднілих родин почали заробляти, розважаючи багатих чоловіків. Більшість з них належали до нижчого стану, тому серед послуг найчастіше були і сексуальні. Однак деякі з прислуги (яп. 左夫流児 — сабуруко) були освіченими жінками, і могли забезпечити себе, не вдаючись до проституції.
Хоча проституція (як і, власне, секс) в Японії не вважалася гріховною або ганебною, уряд в XVI столітті почав стримувати її зростання влаштуванням особливих обгороджених кварталів, які спочатку називалися ханаматі (яп. 花街 — квітковий квартал), пізніше перейменовані в юкаку ((яп. 遊郭) — квартал публічних будинків). Метою ізоляції було введення централізованого обліку повій для контролю податкових зборів. Працівницям і працівникам було заборонено залишати юкаку, винятком було лише весняне милування квітами сакури, відвідування лікаря або виклик до суду. 

## Походження назви
Назва «карюкай» походить від прізвиськ юдзьо — «квіти» і гейш — «верби», не такі барвисті, як повії, але витонченіші. 

### Відомі працівники карюкай
Гейші: 
- Мінеко Івасакі, прототип Чіо Сакамото в книзі Артура Голдена «Мемуари гейші»;
- О-юкі, що вийшла заміж за одного зі спадкоємців родини Морган, Джорджа Деннісона.

Юдзьо: 
- Йосіно таю, відома юдзьо XVII століття.

## Працівники карюкай
- Повії. Ранги по спадній: 
  - дуже дорогі та вмілі в мистецтвах токійські куртизанки Ойра і їхні конкуренти з Кіото таю;
  - косі;
  - цубоне; в епоху Генроку їх обігнали уметя;
  - кірімісе;
  - Санта, банщиці;
  - нижчий клас, хасі.
- Гейші, дешевші за Ойра. Гейші витримали конкуренцію з повіями лише тому, що їм було заборонено надавати сексуальні послуги.
- Тайкомоті (яп. 太鼓持ち — підносити барабан) — професія, яка виросла з придворних блазнів. Тайкомоті розважають клієнтів дурними жартами та розряджають атмосферу. Першими гейшами були тайкомоті, які назвали себе людьми мистецтва, тобто, гейшами.
- Отокосі (яп. 男衆 — чоловік-одягальник) та онагосі (яп. 女衆 жінка-одягальниця), що допомагають повіям та гейшам одягатися перед роботою.
- Численна прислуга.

## Вплив закону про заборону проституції
У 1957 в Японії прийнятий закон про заборону проституції. Це призвело до закриття юкаку. Кіотоська Сімабара повністю закрилася, єдина окія (будинок, де живуть гейші або юдзьо), що залишилася, під назвою Ватіґайя (яп. 輪違屋 — будинок переплетених кілець) була відновлена як музей і як місце проживання п'яти таю, що залишилися там жити. 
На ханаматі гейш прийняття закону не вплинуло. Сьогодні вони все так само, в тому числі і через пресу, пропонують організацію вечірок. У багатьох японських містах є квартали гейш. В одних, таких як Кіото та Токіо, це величезні процвітаючі райони з десятками окія і чайних будиночків, в інших, наприклад, в Нарі, Канадзаві, Фукуоці або Наґої, це 2-5 чайних будиночків та кілька окія. 